# The Hourglass
The Hourglass war eine 2002 gegründete Heavy-Metal-/Thrash-Metal-Band aus Homs, Syrien. Der Bandname stammt aus dem gleichnamigen Song der Band Savatage aus dem Album The Wake of Magellan.

## Geschichte
Gegründet wurde The Hourglass von Gitarrist Rawad Abdel Massih. Unterstützt wird er von Sänger Bassem Deaibess, Bassist Munsef Turkmani, Schlagzeuger Aram Kalousdian, sowie die beiden Live-Musikern Rafi Fakes und Abdel Latif Mallouhi, welche beide als Gitarristen tätig sind. Die Musiker spielten bereits vorher in verschiedenen Rock-Bands.
Bislang hat die Gruppe zwei Alben und eine EP auf dem Markt gebracht. 2004 erschien mit To the Land of the Free das Debütalbum. Drei Jahre später, im Jahr 2007, folgte mit Resurrection of the Horrid Dream das Nachfolger-Album. Die bisher letzte Veröffentlichung ist Ancient Hope, eine EP, die 2010 erschien. 2012 folgte das nächste Lebenszeichen der Band in Form einer Single, die Play the Pawn heißt. Als Gastmusiker sind Jon Oliva und Zak Stevens zu hören.
Laut Bashar Haroun, einem syrischen Musikproduzenten und Metalsänger, gilt die Gruppe als wichtigste Metalband des Landes. Die Gruppe wurde von Monzer Darwish im Rahmen seines Filmprojektes interviewt, welches Syrian Metal Is War heißt. In einem Artikel von Daniel J. Gerstle bei The Atlantic heißt es, dass The Hourglass die erste syrische Metal-Band ist, die auch im Ausland spielte. So spielte die Gruppe am 3. September 2011 auf dem Beirut Rock Festival in Beirut, Libanon als Vorband für Katatonia und Moonspell. Am 30. November 2012 war die Gruppe im Vorprogramm von Circle II Circle in Dubai, Vereinigte Arabische Emirate zu sehen. Im Juni 2012 sollte die Gruppe als Vorband für Jon Oliva’s Pain auftreten. Allerdings hatte die Gruppe Probleme bei der Ausreise, sodass ein Auftritt nicht möglich wurde.
Die Gruppe spielt, laut einem Interview zwischen Rawad Abdel Massih und dem Metal Hammer, sehr selten im eigenen Land, nicht zuletzt, weil es keine Clubs oder Konzerthallen gebe, die ein Metal-Konzert zulassen. Lediglich Theater stünden manchmal für derartige Veranstaltungen zur Verfügung. Auch wurden Konzerte oft von der Regierung gestoppt. Auch die Organisation eines solchen Events stelle sich als besonders schwierig heraus.
Am 30. Juli 2016 gab Massih das Ende der Band über das soziale Netzwerk Facebook bekannt. Es soll allerdings vor der Trennung ein neues Lied veröffentlicht werden. Inzwischen wurde bekannt, dass der seit Jahren andauernde Bürgerkrieg in Syrien ausschlaggebend für die Auflösung der Band verantwortlich ist.

## Stil
In einem Interview sagte Massih, dass er seinen ersten Kontakt mit Heavy Metal im Alter von 12 Jahren hatte. Dabei seien seine ersten Bands Iron Maiden und Metallica gewesen. Er lässt sich unter anderem von Gruppen wie Iron Maiden, Candlemass, Black Sabbath, Savatage, Judas Priest und Anathema beeinflussen. Massihs Texte sind meist symbolisch gehalten, er überlasse dem Hörer die Interpretation. Vielleicht sei Holy Rage das einzige Lied auf dem entsprechenden Album mit Texten wie Manowar. Aber im Grunde spielten Politik und Religion in den Texten eine Rolle.

## Stand in Syrien
Die Gruppe hat, wie viele andere Metal-Bands, im eigenen Land gegen viele Vorurteile zu kämpfen. Nicht zuletzt, da viele Syrer Metal mit Drogenkonsum, Homosexualität oder Satanismus assoziieren.
Zwar würden lange Haare und Metal-Merchandising toleriert, allerdings ändere sich das mit dem Tragen von Piercings und Ohrringen. In den Augen der Durchschnittsbevölkerung, laut Massih, besitzen Metaller etwas Anrüchiges und werden als Satanisten und Verlierer verachtet. Als möglichen Grund nennt Massih die vielen radikalen Black-Metal-Bands, die Radiosender davon abhalten, härtere Musik zu senden.

## Diskografie

### Singles
- 2012: Play the Pawn (mit Jon Oliva und Zak Stevens)

### EPs
- 2010: Ancient Hope

### Alben
- 2004: To the Land of the Free
- 2007: Resurrection of the Horrid Dream

## Filmografie
- 2011: Syrian Metal Is War (Dokumentation)